# José Ignacio de Michelena
José Ignacio de Michelena (Morelia, Michoacán, 10 de septiembre de 1765 - Ib., 1857) fue un militar insurgente de la Guerra de Independencia de México que estuvo bajo las órdenes de Miguel Hidalgo y José María Morelos, al igual que sus hermanos José Mariano y José Nicolás. Inició sus servicios a la causa cuando participó en la conspiración de Valladolid, hoy Morelia en 1809, a petición de su hermano, José Mariano de Michelena. Participó desde 1810 hasta 1821, al consumarse la Independencia de México, se retiró a la casa de sus padres en Morelia, Michoacán junto a su hermano José Nicolás donde murió en 1838.

## Biografía
Nació en Morelia (en ese entonces llamada Valladolid) el 10 de septiembre de 1765. Se graduó como licenciado en leyes en el Colegio de San Nicolás de Hidalgo. A petición de su hermano José Mariano, participó en la conspiración de su natal Valladolid. En 1810 se unió al movimiento de Miguel Hidalgo y estuvo bajo sus órdenes. Al ser ejecutados Hidalgo y Allende se une a las tropas de Ignacio López Rayón en ese año (1811). Después estuvo bajo las órdenes de José María Morelos de 1811 a 1815. Posteriormente sigue combatiendo en el estado de Michoacán e 1816 a 1820. Se adhirió al Plan de Iguala y entró con el Ejército Trigarante a México, D.F. el 27 de septiembre de 1821. Regresa a casa de sus padres y lo recibe su hermano José Nicolás de Michelena, con el que vivió hasta morir de causas naturales en 1857.